# 水城路
水城路是中華人民共和國上海市長寧區一條南北走向道路，北起長寧路，南至虹橋路，全长1610米，道路宽度為19.5米至21米。道路於1985年至1986年修筑，路名來自於贵州省水城縣。道路沿途有天原公园、仙霞宾馆（上海瑞泰虹橋酒店）。